# Dasychernes trigonae
Dasychernes trigonae är en spindeldjursart som beskrevs av Volker Mahnert 1987. Dasychernes trigonae ingår i släktet Dasychernes och familjen blindklokrypare. Inga underarter finns listade i Catalogue of Life.